# Maki-e

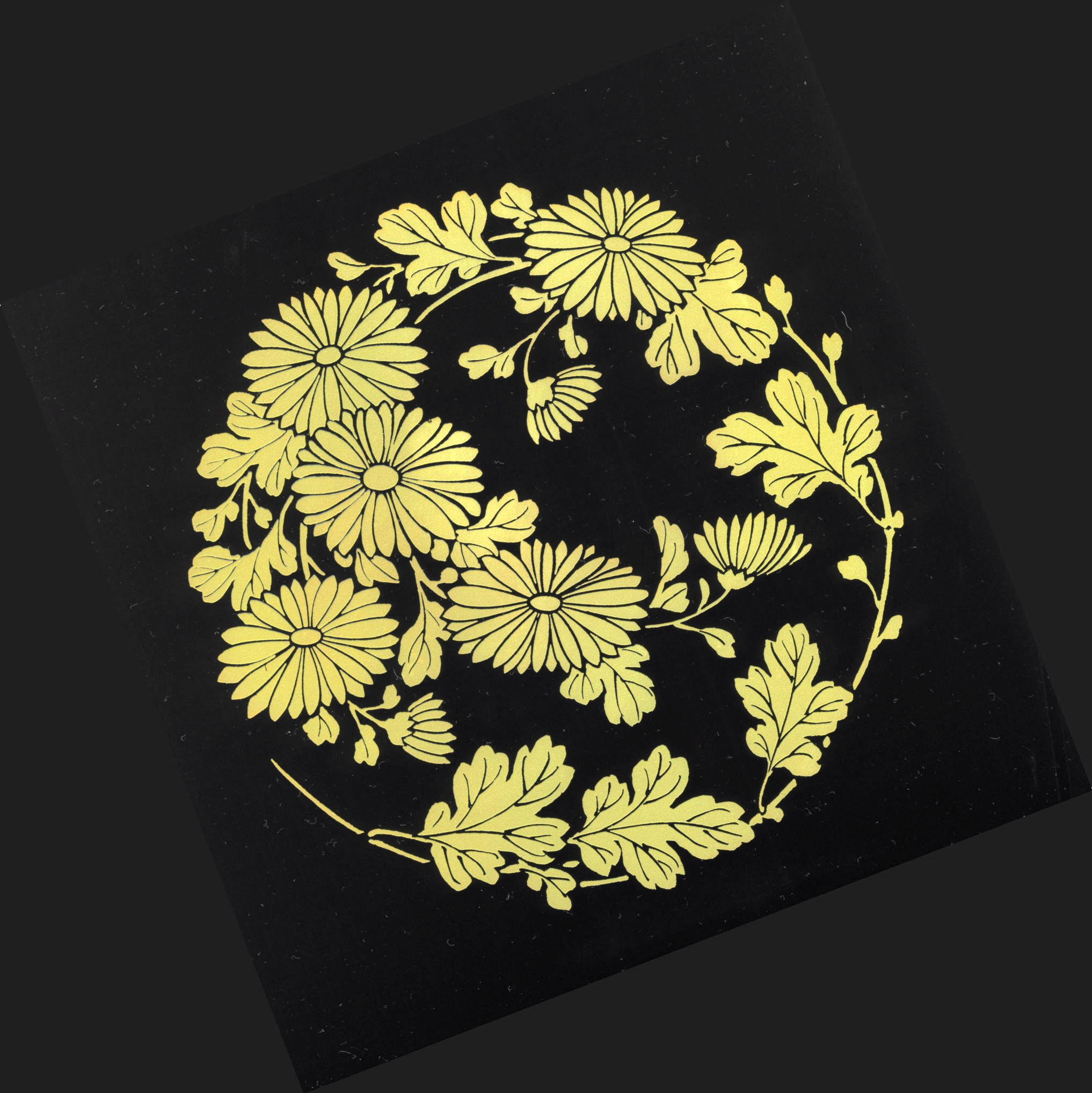
Ejemplo de un diseño elaborado con maki-e

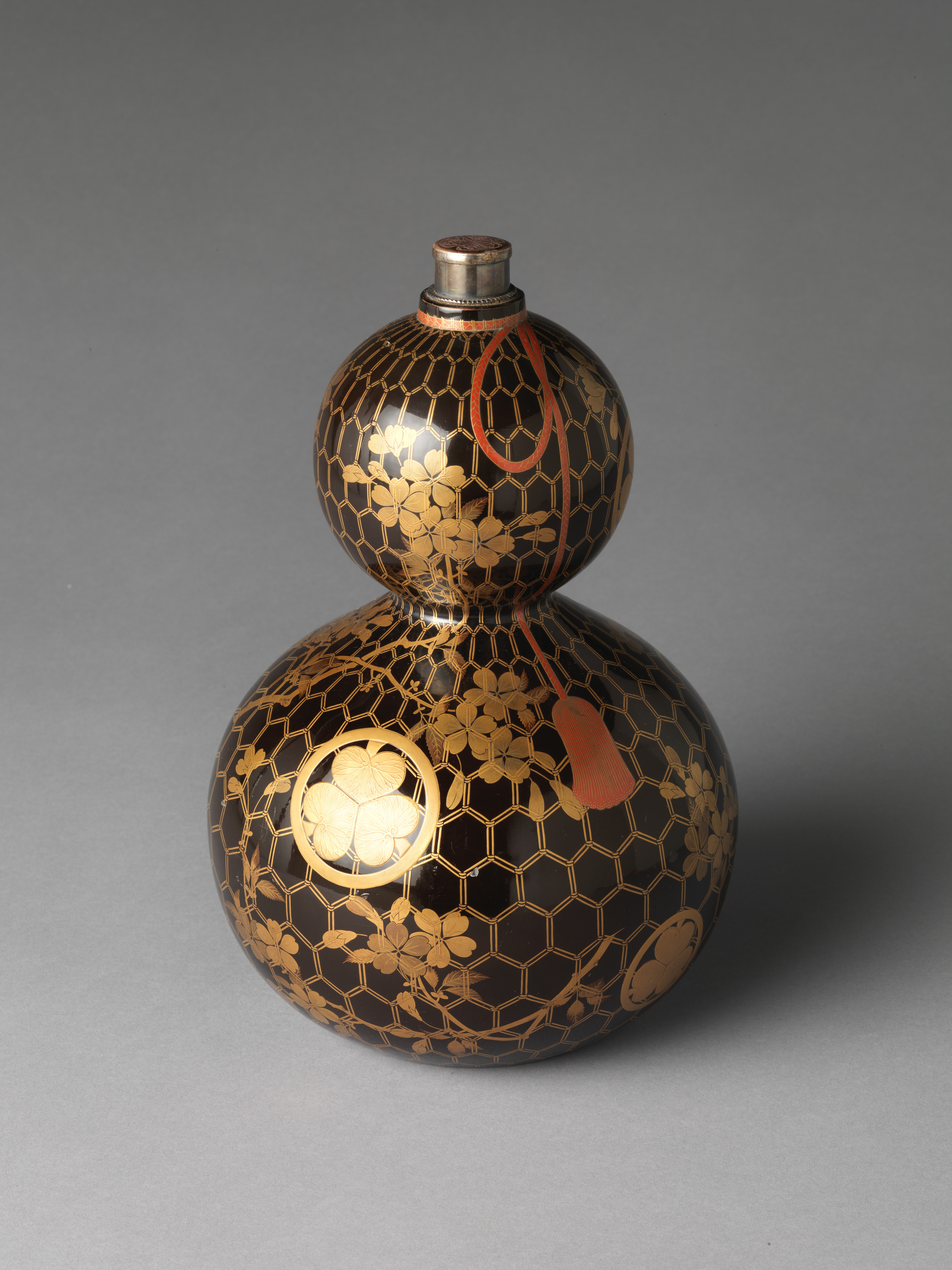
Botella de sake decorada con el emblema del clan Tokugawa mediante la técnica del maki-e. Período Edo, siglo.

Maki-e (蒔絵 literalmente: imagen salpicada?) es una técnica de decoración de laqueado japonés en la que se dibujan imágenes, patrones y letras con laca sobre la superficie de un objeto, y luego se rocía polvo metálico como oro o plata, que queda fijado. El término maki-e es una composición de maki, que significa rociado, y e, que significa imagen o diseño. El término también se puede utilizar para referirse a los lacados realizados con esta técnica decorativa. La palabra maki-e apareció por primera vez en el período Heian.

## Técnica
Esta técnica es la más utilizada en la decoración de lacas japonesas. El maki-e a menudo se combina con otras como el raden (螺 鈿?), en el que una capa nacarada de caparazones de conchas se incrusta o se pega en laca, el zōgan (象 嵌?) que adhiere metal o marfil en laca, y el chinkin (沈 金?), que introduce hojas de oro sobre huecos de la laca.
Para crear diferentes colores y texturas, los artistas de maki-e utilizan una variedad de polvos metálicos que incluyen oro, plata, cobre, latón, plomo, aluminio, platino y estaño, así como sus aleaciones. Tubos de bambú y cepillos suaves de varios tamaños se utilizan para colocar los polvos y dibujar líneas finas. Como se requiere una mano de obra altamente calificada para producir una pintura maki-e, los artistas jóvenes generalmente pasan por muchos años de capacitación para desarrollar las habilidades y finalmente convertirse en maestros maki-e. Kōami Dōchō (1410-1478) fue el primer maestro de laca con autoría de obras específicas. Sus pinturas utilizaron diseños de varios pintores japoneses contemporáneos. Kōami y otro maestro del maki-e, Igarashi Shinsai, fueron los creadores de las dos principales escuelas de laca de Japón.

## Clasificación
El maki-e se clasifica mayormente en tres técnicas: hira maki-e (平 蒔 絵?), togidashi maki-e (研 出 蒔 絵?) y taka maki-e (高 蒔 絵?). En Japón, estas tres técnicas y el shishiai togidashi maki-e (肉 合 研 出 蒔 絵?), que es una combinación del togidashi maki-e y taka maki-e, se utilizan ampliamente. Estos procesos del maki-e se inician una vez finalizada la base pulida gruesa de laquado.
El polvo metálico que se emplea también se clasifica en tres tipos: keshifun maki-e (消 粉 蒔 絵?), hiragime o hiragoku maki-e (平 極 蒔 絵?) y marufun (丸 粉?) o hon maki-e (本 蒔 絵?) en orden de tamaño decreciente. El polvo más fino del keshifun maki-e es fácil de trabajar, pero la adhesión de las partículas es débil y el color se vuelve blanquecino, con poco brillo y se ve opaco. El polvo más grueso del marufun maki-e tiene más complicación, pero cuenta con una alta durabilidad y posee un brillo fuerte y una apariencia llamativa debido a la reflexión irregular de las partículas.

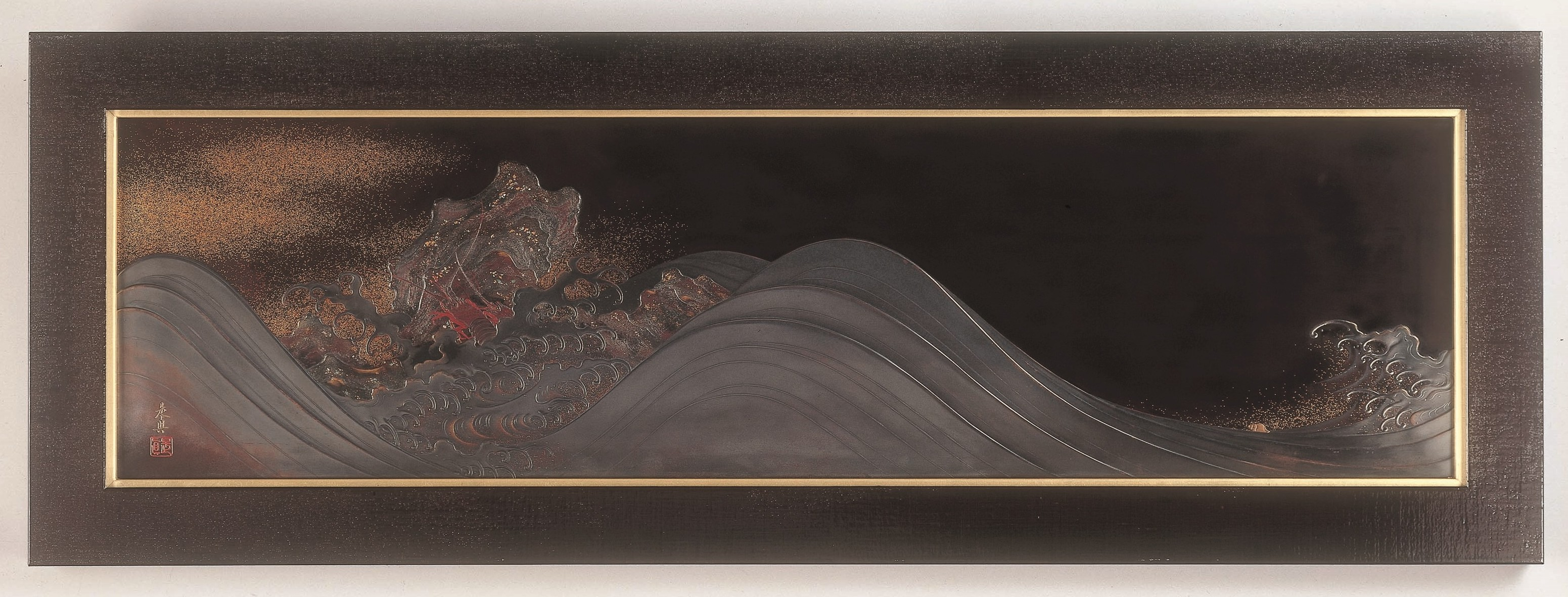
Olas (1888-1890), de Shibata Zeshin. Esta obra utiliza las técnicas del maki-e.

### Hira maki-e
Al principio, se realiza un proceso de boceto preliminar llamado okime. Después de dibujar la imagen original en el papel, se superpone el washi para copiar el contorno. A continuación, se aplica laca al contorno dibujado en el washi con un pincel fino y se presiona contra la superficie de la laca para transferirlo. Si la imagen o el patrón es simple, este proceso puede omitirse. El siguiente paso, llamado jigaki, es el proceso de preparación antes de rociar el polvo metálico. La laca se aplica en el lugar donde se va a esparcir el polvo y se utiliza como adhesivo. Luego, en un proceso llamado funmaki, el polvo de metal se esparce con una pluma o un tubo de bambú. Posteriormente, se aplica la laca sobre el polvo de para protegerlo. Tras el secado de la laca esta se pule ligeramente. En el proceso de pulido siguiente, todo el laqueado se pule con abrasivos de diferentes tamaños de partículas. Además, en medio de cada proceso de pulido, la laca se frota y se seca. El maki-e brillante se completa a través de estos complejos pasos. Aunque esta técnica es la más simple del maki-e, se desarrolló en la segunda mitad del período Heian, después del togidashi maki-e, y se completó en el período Kamakura porque era necesario hacer más finas las partículas de polvo metálico. Este método fue popular en el período Azuchi-Momoyama, cuando se requería de la producción en masa de maki-e.

### Togidashi maki-e
El togidashi maki-e y el hira maki-e tienen el mismo proceso hasta el fungatame, donde aplican laca para proteger el polvo metálico. Sin embargo, los procesos posteriores son diferentes, y el togidashi maki-e utiliza una técnica llamada nurikomi en la que toda la laca, incluidas las imágenes y los patrones, se recubren con laca negra. Después del secado, se pule hasta que quede expuesta la superficie del polvo metálico. A continuación la elaboración es igual que el hira maki-e, en que se pule con abrasivos de diferentes tamaños de partículas y la laca se frota y seca, pero el procedimiento difiere. Dado que toda la superficie, incluido el patrón, se recubre con laca y luego se pule, esta se torna sueve y el polvo metálico es más difícil de desprender que en el hira maki-e. Fue una técnica desarrollada y completada en el período Heian, y fue la principal hasta finales de la era, cuando la técnica de refinación del polvo de oro y plata no estaba desarrollada y las partículas eran rugosas. Debido a que una vaina de espada del período Nara que se guarda en Shōsō-in fue elaborada en makkinrusaku (末 金 鏤 作?), similar a esta técnica, a veces se dice que el maki-e japonés comenzó durante el período Nara.

### Taka maki-e
En el taka maki-e, la laca se mezcla con carbón o partículas minerales para conseguir mayor viscosidad y se dibuja un patrón en la superficie para realzarlo. Luego, se seca y se realiza el mismo proceso que en el hira maki-e encima del dibujo. El nombre de la técnica es diferente según el tipo de elementos a mezclar. La que se combina con polvo de carbón se llama sumikoage-taka maki-e (炭粉 上 蒔 絵?), y la que se mezcla con polvo de estaño se denomina suzuage-taka maki-e (錫 上 高 蒔 絵?). Esta técnica floreció a mediados del período Kamakura. En el período Muromachi, se desarrolló el sabiage-taka maki-e (錆 上 高 蒔 絵?), que consiste en mezclar laca con piedra de afilar en polvo o arcilla en polvo, lo que permitió elevar más el patrón.

### Shishiai togidashi maki-e
Tras elevar el patrón en el proceso de taka maki-e, se completa mediante la técnica de togidashi maki-e. A diferencia del togidashi maki-e, la superficie no se vuelve lisa, incluso después del pulido, porque se lleva a cabo el procedimiento del taka maki-e. Es la técnica más complicada entre las maki-e. Se desarrolló en el período Muromachi y fue popular en el período Edo.

## Maque
La palabra mexicana maque deriva del término japonés. Se utiliza para el laqueado mexicano. La laca japonesa llegó a México a través de los galeones de Manila durante el período Namban. Los artesanos mexicanos fusionaron influencias prehispánicas, europeas y asiáticas en su trabajo.

## Galería

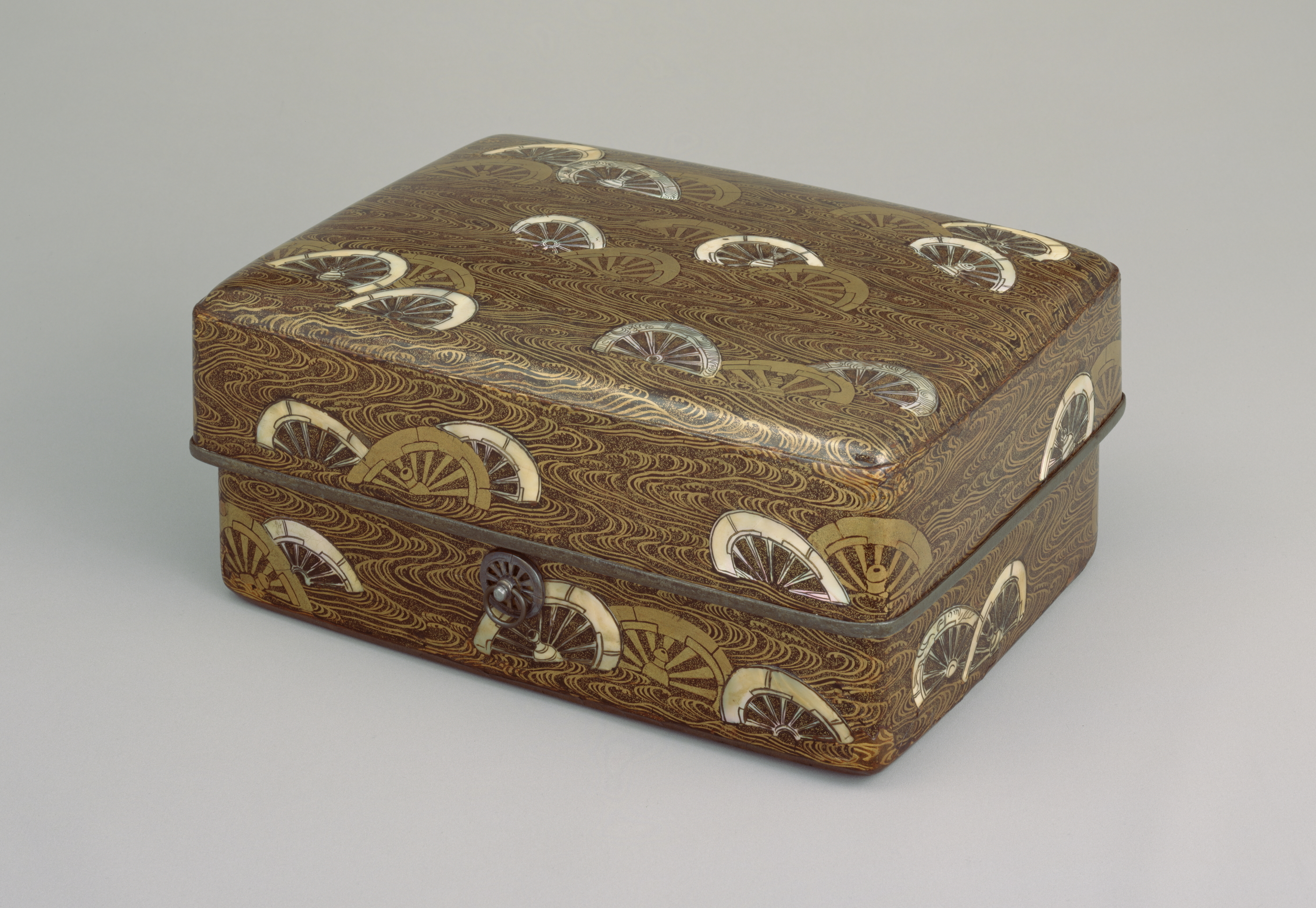
Caja de papel de maki-e y raden con incrustaciones y con diseño de «ruedas en movimiento» (katawaguruma), Tesoro Nacional, período Heian, siglos XI-XII, Museo Nacional de Tokio.
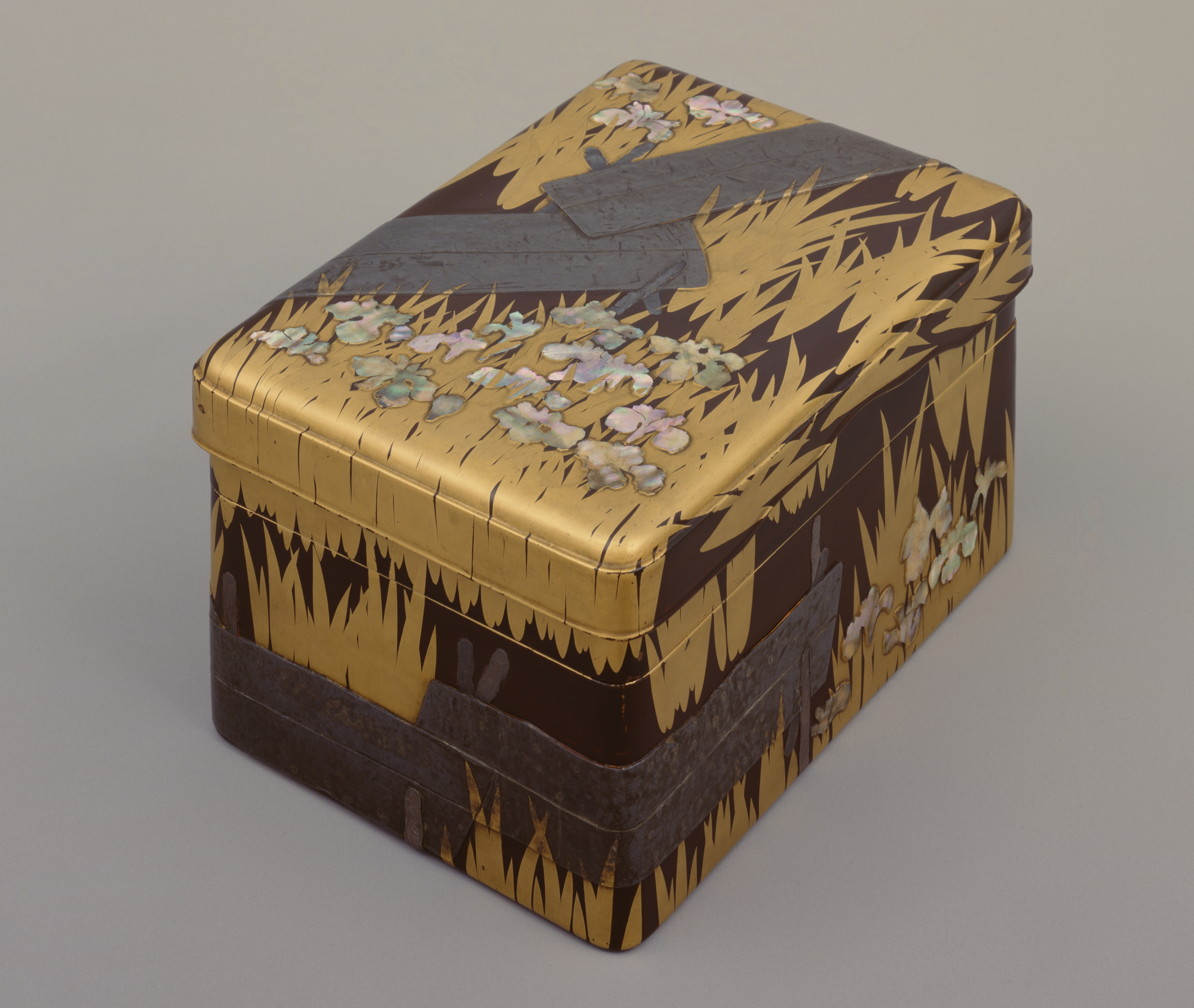
Caja de escritura de maki-e y raden con incrustaciones y con diseño de «Ocho puentes» (yatsuhashi), de Ōgata Kōrin, Tesoro Nacional, período Edo, siglo XVIII. Las flores son incrustaciones de conchas de abulón. Museo Nacional de Tokio.
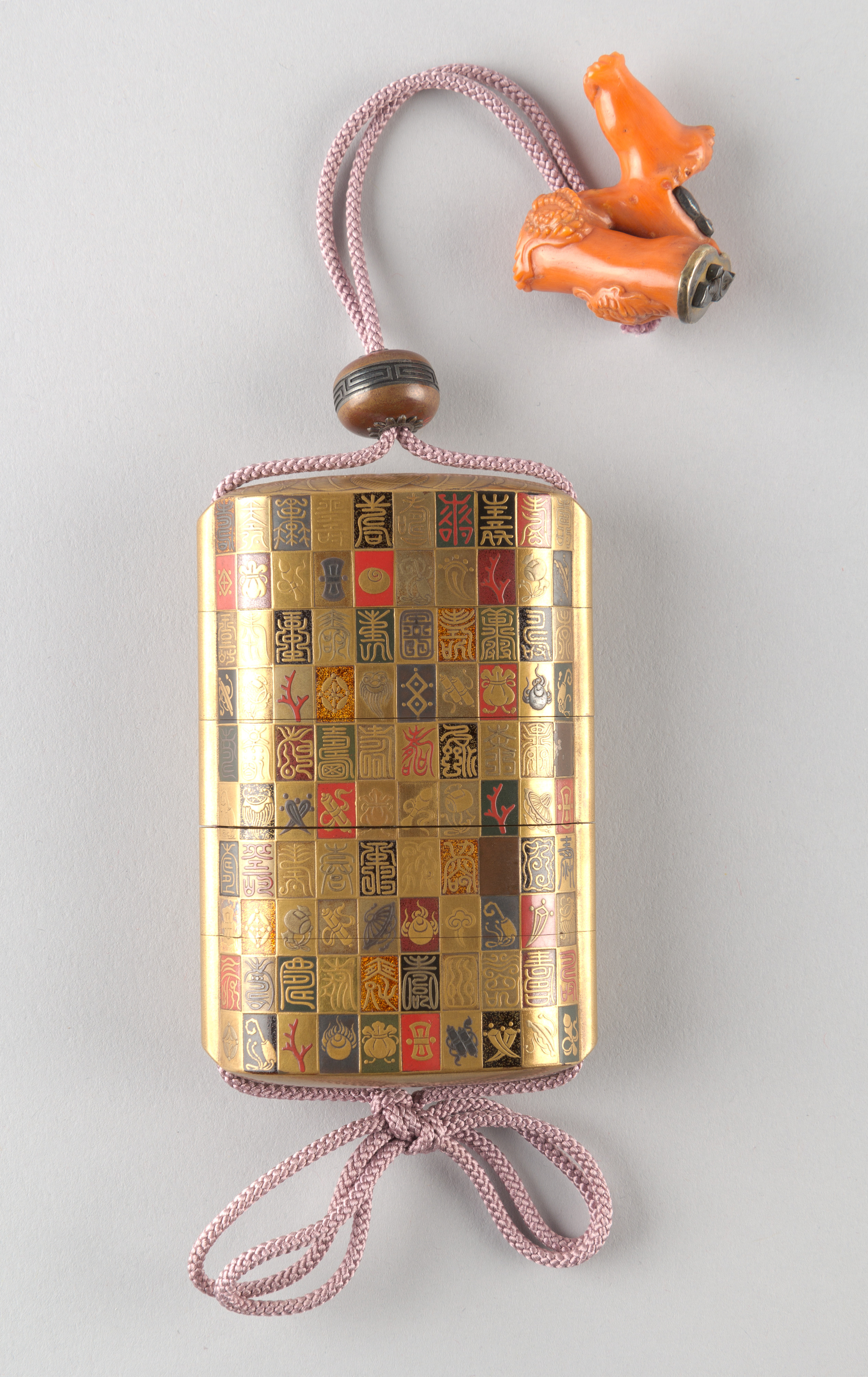
Inrō con los caracteres para la longevidad y la buena fortuna y los «Siete tesoros de la suerte» sobre fondo cuadriculado, período Edo, siglo XVIII, Museo Metropolitano de Arte.
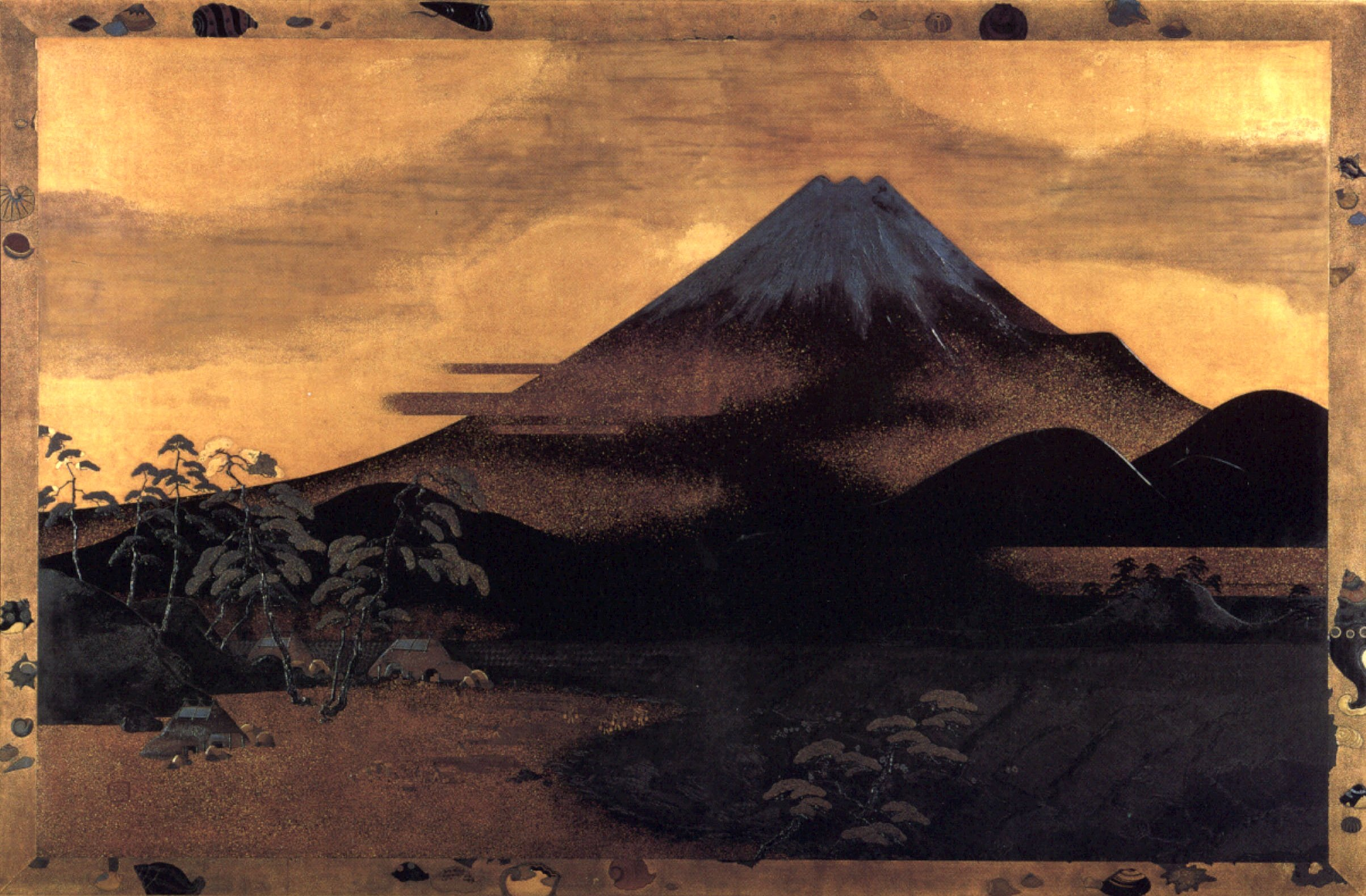
Fuji Tagonoura, de Shibata Zeshin, período Meiji, 1872.
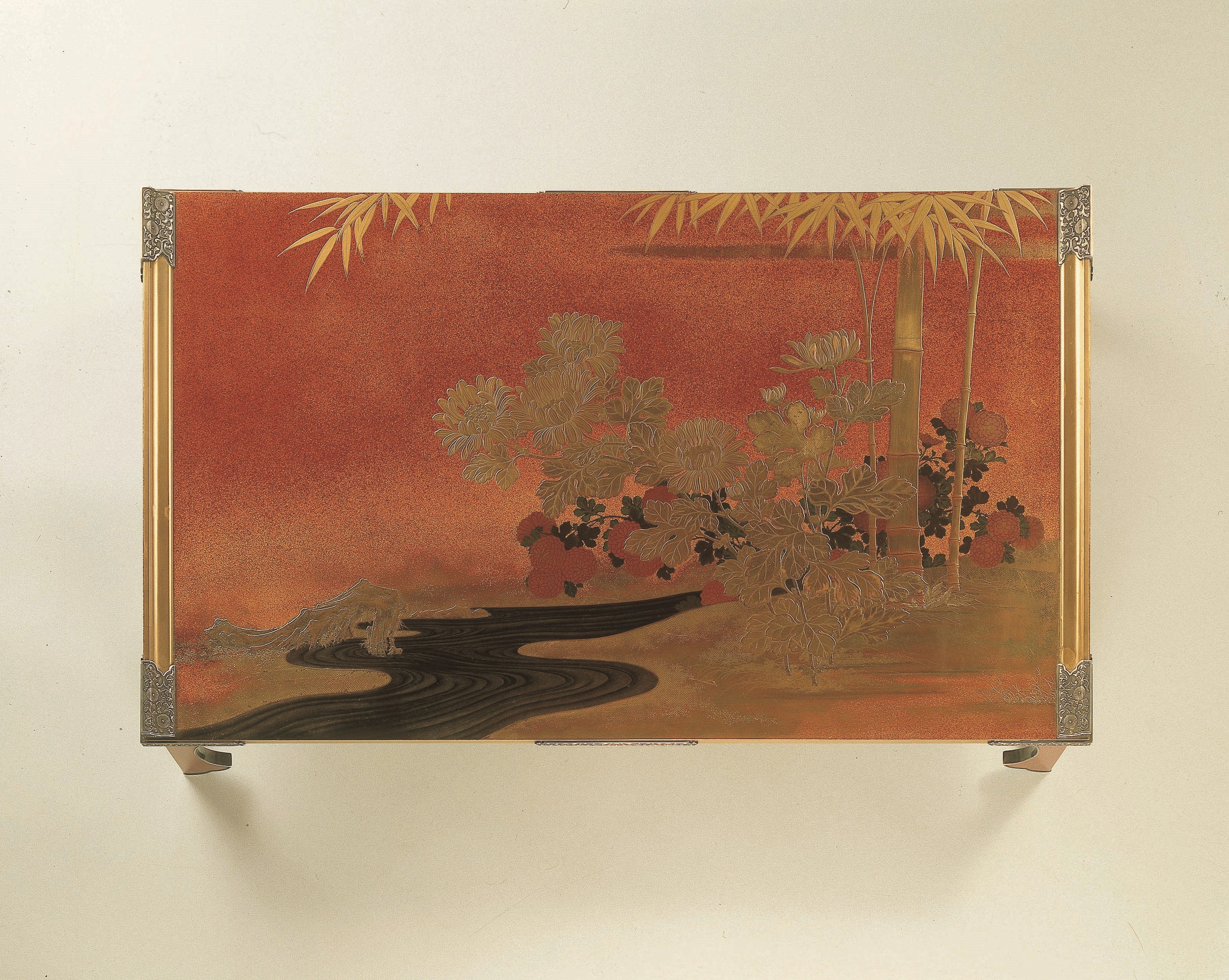
Escritorio al estilo maki-e, de Shirayama Shosai, período Meiji, siglo XIX.